# 光前里
光前里是中華民國金門縣金沙鎮的一個里，西與何斗里相鄰，東與三山里相連，北與汶沙里相接，南與金湖鎮山外里相毗，有後水頭、西吳、東珩、陽翟、蔡厝五個居民點，人口約二千人，取金門保衛戰中在此犧牲的李光前將軍之名命名，為金沙鎮守備的中心，商業一度因此非常繁榮，後由於駐軍減少而逐漸冷清。